# Chersotis sordescens
Chersotis sordescens là một loài bướm đêm trong họ Noctuidae.